# Анджей Новак
А́нджей Ві́тольд Но́вак (пол. Andrzej Witold Nowak; нар. 12 листопада 1960, Краків) — польський історик, професор Ягеллонського університету і також журналіст. Ординарний професор Інституту історії Польської академії наук, завідувач кафедри історії Східної Європи Інституту історії Ягеллонського університету, у 1991–2012 роках головний редактор журналу «Arcana», автор серії праць «Історія Польщі» («Dzieje Polski»). З 2016 року член Колегії Інституту національної пам’яті. Кавалер ордена Білого Орла.

## Біографія

### Освіта та наукова діяльність
Освіта та наукова діяльність
У 1982 році закінчив філософсько-історичний факультет Ягеллонського університету (семінар Владислава Серчика). З січня 1983 р. співпрацює з Інститутом історії Польської академії наук у Варшаві (відділення історії Європи ХІХ-ХХ ст.), де підготував докторську дисертацію (захист 1990 р., керівник Вікторія Слівовска). У 1987–91 роках працював бібліотекарем Ягеллонської бібліотеки. З 1991 року працює на повну ставку в Інституті історії Польської академії наук у Варшаві, де підготував дисертацію на тему «Східна політика Юзефа Пілсудського 1918–1920 рр.», що разом із його науковими досягненнями стало підставою для присудження йому вченого ступеня доктора, габілітованого у 2002 р. В Інституті історії Польської академії наук з 2002 р. завідує відділом історії СРСР та Східної Європи. Нині очолює Відділ історії Східної Європи та вивчення імперій ХІХ-ХХ століть в Інституті історії Польської академії наук.
Анджей Новак опублікував понад 40 книжок  і більше 200 історичних публікацій (статей і досліджень) у науковій періодиці та десятки статей, рецензій та інтерв’ю.
У 2011 році отримав вчене звання професора.

Він був академічним викладачем у Вищій школі бізнесу Бізнес-школі Національного Університету Луїс (National-Louis University) у місті Новий Сонч. Читав лекції з історії Польщі та Росії та в ін. американських університетах (Університет Райса, Колумбійський університет, Гарвард), англійських університетах (Кембридж, Університетський коледж Лондона), а також в Дублінському університеті, Університеті імені Яна Масарика в Брно, Токійському університеті, Варшавському університеті, Collegium Civitas та в канадських університетах (Університет Торонто, Університет Саймона Фрейзера, Університет Макгілла, Університет Альберти).
Займається переважно політичною історією та політичною думкою Східної Європи ХІХ-ХХ ст. Знавець історії польсько-російських відносин. Був керівником магістерської роботи Павла Жизака «Лех Валенса. Ідея та історія», захищеної у червні 2008 року.

Є членом Ради Коледжу Східної Європи імені Яна Новака-Єзьоранського, а також польсько-російської історичної комісії PAN-RAN; Комісії Центральної та Східної Європи при Польській Академії Знань; редакційної комісії видань «Історичний щоквартальник» («Kwartalnik Historyczny») та «Новітня історія» («Dzieje Najnowsze»). У 2006–2010 роках був членом Архівної ради при Вищому управлінні державних архівів; член Ради Музею історії Польщі та віце-президент Ради істориків Національного банку Польщі (2007–2010).
У 2015 році був членом журі конкурсу «Історична книга року». Рішенням президента Анджея Дуди від 27 червня 2016 року його було призначено до колегії Інституту національної пам’яті – Комісії з розслідувань злочинів проти польського народу. У червні 2023 року він був знову призначений до цієї установи Президентом Республіки Польща.
Пан Новак відомий своєю монументальною Історією Польщі (Dzieje Polski). Станом на серпень 2023 року він закінчив 5 томів із 12.

### ЗМІ та громадська діяльність
З 1980 року займається журналістською діяльністю – спочатку у 1980-х роках в рамках так званого «другого накладу», присвячений переважно стосункам Польщі зі східними сусідами (співпрацював, зокрема, з часописами «Arka» («Арка»), „Miesięcznik Małopolski” («Малопольський місячник»), „Alternatywy” («Альтернативи»), „Tumult” («Гамір»). З 1988 по 1991 рік — секретар редакції, а в 1991–1994 роках — головний редактор «підпільного» двомісячника “Arka”(«Арка»); з 1994 по 2012 рр. головний редактор двомісячника культурно-політичного журналу “Arcana” («Аркана») (до кінця 2012 р. – 108 номерів). У 1989–1991 роках журналіст міжнародного відділу щоденної газети «Краківський час»; закінчив міжнародний курс журналістики в агентстві Рейтерса (Reuters) у Лондоні в 1990 році. З 1989 року публікує статті, інтерв’ю та коментарі, поміж іншими, у часописах «Rzeczpospolita», «Dziennik» та його додатку «Europa», «Nasz Dziennik», «Gazeta Polska», «Gość Niedzielny», «Tygodnik Solidarność», «Wprost», «Niedziela», «Znak», «Życie». Голова наглядової ради АТ Польське Радіо Краків (Polskie Radio Kraków, 1993–1995); член програмної ради Польського Радіо у Варшаві з 1997 по 2001 рр. Як експерта зі східної політики його часто запрошують на телевізійні програми.
У грудні 2012 року став колумністом тижневика «W Sieci» («У мережі»). Публікується також у місячнику «Wpis – Wiara, Patriotyzm i Sztuka» («Вступ – Віра, Патріотизм і Мистецтво»). Він був членом Ради фундації «Твердиня доброго імені – Польське товариство проти наклепу».
У 2014 році у видавництві «Biały Kruk» («Білий ворон») вийшов перший том «Історії Польщі» Новака, наразі (станом на листопад 2023 року) вийшло шість томів, які описують історію Польщі до 1673 року.
У жовтні 2015 року він став членом Ради національного розвитку, скликаної президентом Анджеєм Дудою.
З лютого 2016 року є співведучим щотижневої програми «Історія життя» у Першій програмі Польського радіо. У січні 2019 року став колумністом тижневика «Do Rzeczy» («До Речі»), а 20 серпня 2023 року оголосив про припинення цієї співпраці.
11 листопада 2019 року президент Анджей Дуда нагородив Анджея Новака орденом Білого Орла на знак визнання його видатної діяльності в галузі історії, пропаганди патріотичних цінностей, а також за монументальну працю «Історія Польщі».
16 листопада 2020 року Анджей Новак здобув премію Public Media Award у категорії «Слово» за «Історію Польщі». Кшиштоф Маслонь, який дав похвалу, сказав, що «Історія Польщі» «є найважливішою польською книгою після 1989 року». Того ж року, 14 грудня, Анджей Новак здобув нагороду «Złoty BohaterON» у категорії «Громадський діяч», яку присуджує Польське Радіо.
У 2021 році Анджей Новак брав участь у  заході де сталась презентація 10-го тому документів спільної видавничої серії під назвою “Польща й Україна в 30-40 роках XX століття. Невідомі документи з архівів спецслужб”.

## Погляди
Дотримується консервативних поглядів. У 1980–1981 роках член Незалежної студентської асоціації та делегат Конвенту Незалежної асоціації студентів Ягеллонського університету. З кінця 1981 до 1987 р. співорганізатор підпільного «Вільного Ягеллонського університету» (виклади для робітничих груп) і співробітник Християнського робітничого університету (організатор - священик Казімєж Янчарж у Містшейовіце). У 1988–1991 рр. активіст Незалежної самоврядної професійної спілки «Солідарність» при Ягеллонському університеті (у 1990–91 рр. — член трудового комітету Ягеллонського університету). Учасник 1-ї та 2-ї Міжнародної конференції з прав людини в Містшейовіце (1989) та Ленінграді (1990). Член Почесного комітету підтримки Леха Качинського на президентських виборах 2005 р. Був частим учасником семінарів, організованих президентом Качинським у Люцені. На виборах 2010 року був членом Почесного комітету підтримки Ярослава Качинського.
Член Академічного громадського клубу імені президента Леха Качинського у Познані.
У 2018 році він заявив, що Ярослав Качинський «взяв на себе відповідальність (...) за місце Польщі в політичному ландшафті Європи та світу».
Анджей Новак бачить проблему у покладанні відповідальності на Польщу за злочини нацистів у Другій Світовій війні, проте він виступає проти боротьби з цим за допомогою інструментів кримінального права. Тому він розкритикував поправку 2018 року до Закону про Інститут національної пам’яті, яка передбачала таке рішення.
Вважає, що українці та білоруси мають певне право закидати полякам їх колоніалізм в минулому.
Анджей Новак вважає що існує загроза для Польщі але завдяки присутності американських військових є певною запорукою безпеки від США.

## Особисте життя
Батьки Анджея Новака – вчителька Ядвіга та інженер-металург Антоній. Дружина - Юстина Хлап-Новакова, подружжя має двох дітей.

## Обрані публікації
Серед виданих творів Анджея Новака варто зазначити наступні:
•           Między carem a rewolucją. Studium politycznej wyobraźni i postaw Wielkiej Emigracji wobec Rosji 1831–1849, Wydawnictwo Instytut Historii PAN i Warszawska Oficyna Wydawnictwo Gryf, Warszawa 1994.
•           Jak rozbić rosyjskie imperium? Idee polskiej polityki wschodniej 1733–1921, Warszawska Oficyna Wydawnictwo Gryf, Warszawa 1995.
•           Dzieje kresów, Wydawnictwo Kluszczyński, Kraków 2000, ISBN 83-7447-049-6.
•           Polska i „trzy” Rosje. Studium polityki wschodniej Józefa Piłsudskiego (do kwietnia 1920 roku), Wydawnictwo Arcana, Kraków 2001.
•           Kronika Polski, pod red. A. Nowaka, Wydawnictwo Kluszczyński, Kraków 1997. (wyd. 2 w 2001, wyd. 3 w 2005)
•           Polacy, Rosjanie i biesy. Studia i szkice historyczne z XIX i XX wieku, Wydawnictwo Arcana, Kraków 1999.
•           Od imperium do imperium. Spojrzenia na historię Europy Wschodniej, Wydawnictwo Arcana, Kraków 2004.
•           Powrót do Polski, Wydawnictwo Arcana, Kraków 2005.
•           Poland. Landscape, Art, History, Wydawnictwo Kluszczyński, Kraków 2005.
•           Jan Paweł II – biografia ilustrowana, Wydawnictwo R. Kluszczyński, Kraków 2001.
•           Ab Imperio. Nowe spojrzenia na historię Europy Wschodniej, Wydawnictwo Arcana, Kraków 2004.
•           Powrót do Polski. Szkice o patriotyzmie po “końcu historii”, Wydawnictwo Arcana, Kraków 2005.
•           Karol Wojtyła – Jan Paweł II. Kronika życia i pontyfikatu, Wydawnictwo Kluszczyński, Kraków 2005. (wyd. również w jęz. ang. pt.: John Paul II 1920–2005 Illustrated Biography)
•           Historie politycznych tradycji, Wydawnictwo Arcana, Kraków 2007.
•           Historie politycznych tradycji. Piłsudski, Putin i inni, Wydawnictwo Arcana, Kraków 2007.
•           History and Geopolitics. A Contest for Eastern Europe, Wydawnictwo Polski Instytut Spraw Międzynarodowych, Warszawa 2008.
•           Polska i trzy Rosje. Studium polityki wschodniej Józefa Piłsudskiego, Wydawnictwo Arcana, Kraków 2008.
•           Ofiary, imperia i historycy (od XVIII do XXI wieku), Wydawnictwo Arcana, Kraków 2009.
•           Jan Paweł II 1920–2005. Ilustrowana biografia, Wydawnictwo Kluszczyński, Kraków 2010.
•           Ojczyzna Ocalona. Wojna sowiecko-polska 1919–1920, Wydawnictwo Biały Kruk, Kraków 2010.
•           Imperium a ti druzi. Rusko, Polsko a moderni dĕjiny východni Evropy, wydawnictwo CDK, Brno 2010.
•           Od Polski do post-polityki. Intelektualna historia zapaści RP, Wydawnictwo Arcana, Kraków 2010.
•           Hołd Katyński (esej: Pamięć Katynia: łańcuch niewidzialny), Wydawn. Biały Kruk, Kraków 2010.
•           Hołd Katyński II (esej: Sens polskiej pamięci), Wydawnictwo Biały Kruk, Kraków 2011.
•           Czas walki z Bogiem. Kościół na straży wolności Polaków, Wydawnictwo Biały Kruk, Kraków 2011.
•           Krzyż polski. Patriotyzm i męczeństwo (esej: Wolność krzyżami się mierzy), Wydawnictwo Biały Kruk, Kraków 2011.
•           Imperiological Studies. A Polish Perspective, Wydawnictwo Societas Vistulana, Kraków 2011.
•           Strachy i Lachy. Przemiany polskiej pamięci, Wydawnictwo Biały Kruk, Kraków 2012. Krytyka: Александр Федута. Память раненого поколения // Перекрёстки. Журнал исследований восточноевропейского Пограничья. 2012. № 3—4. С. 371—376.
•           Dzieje Polski. Skąd nasz ród, t. 1, Wydawnictwo Biały Kruk, Kraków 2014.
•           Uległość czy niepodległość, Wydawnictwo Biały Kruk, Kraków 2014.
•           Wygaszanie Polski 1989–2015, Wydawnictwo Biały Kruk, Kraków 2015.
•           Pierwsza zdrada Zachodu. 1920 – zapomniany appeasement, Wydawnictwo Literackie, Kraków 2015, ISBN 978-83-08-05550-2
•           Dzieje Polski. Od rozbicia do nowej Polski, t. 2, Wydawnictwo Biały Kruk, Kraków 2015.
•           Historia i Polityka, Wydawnictwo Biały Kruk, Kraków 2016.
•           Polskość jest przywilejem, Wydawnictwo Biały Kruk, Kraków 2016, ISBN 978-83-7553-219-7.
•           Dzieje Polski. Królestwo zwycięskiego Orła, t. 3, Wydawnictwo Biały Kruk, Kraków 2017.
•           Niepodległa! 1864–1924. Jak Polacy odzyskali Ojczyznę, Wydawnictwo Biały Kruk, Kraków 2018, ISBN 978-83-7553-242-5.
•           Filary Niepodległości, Wydawnictwo Biały Kruk, Kraków 2018.
•           Metamorfozy Imperium Rosyjskiego 1721–1921. Geopolityka, ody i narody, Wydawnictwo Literackie 2018 ISBN 978-83-08-06569-3.
•           Kościół na straży polskiej niepodległości (wspólnie z Martyną Deszczyńską), Wydawnictwo Biały Kruk, Kraków 2018.
•           O historii nie dla idiotów. Rozmowy i przypadki, Wydawnictwo Literackie, Kraków 2019, ISBN 978-83-08-06867-0.
•           Dzieje Polski. Trudny złoty wiek, t. 4, Wydawnictwo Biały Kruk, Kraków 2019, ISBN 978-83-7553-277-7.
•           Klęska Imperium Zła. Rok 1920, Wydawnictwo Biały Kruk, Kraków 2020, ISBN 978-83-7553-290-6[23].
•           Między nieładem a niewolą. Krótka historia myśli politycznej, Wydawnictwo Biały Kruk, Kraków 2020, ISBN 978-83-7553-306-4[24].
•           Chluba i zguba. Antologia najnowszej publicystyki patriotycznej, Wydawnictwo Biały Kruk, Kraków 2020, ISBN 978-83-7553-307-1.
•           Dzieje Polski. Imperium Rzeczypospolitej, t. 5, Wydawnictwo Biały Kruk, Kraków 2021, ISBN 978-83-7553-328-6.
•           Polska i Rosja. Sąsiedztwo wolności i despotyzmu X–XXI w., Wydawnictwo Biały Kruk, Kraków 2022, ISBN 978-83-7553-340-8.
•           Wojna i dziedzictwo. Historia najnowsza, Wydawnictwo Biały Kruk, Kraków 2022, ISBN 978-83-7553-358-3.
•           Polska i Krzyż (współautor), Wydawnictwo Biały Kruk, Kraków 2023, ISBN 978-83-7553-371-2.
•           Tyrania postępu (współautor), Wydawnictwo Biały Kruk, Kraków 2023, ISBN 978-83-7553-373-6.

У перекладі українською мовою:
«Як поставала імперія зла. Досвід центрально-східної Європи». ISBN 978-966-378-924-8

## Державні нагороди
• Орден Білого Орла у 2019 р. на знак визнання видатних заслуг у поширенні історичних знань та пропагуванні патріотичних цінностей, за досягнення в галузі гуманітарних і соціальних наук та популяризації польської наукової думки у світі.
• Командорський хрест Ордена Відродження Польщі у 2016 р. за видатні заслуги в науковій, дослідницькій, викладацькій та журналістській діяльності, за плекання пам’яті про історію Польщі та Європи.
• Срібний Хрест Заслуги 2003 року за зразкове, виключно сумлінне виконання професійних обов'язків.
• Золота медаль «За заслуги перед польською наукою Sapientia et Veritas» (2023)

## Премії та відзнаки
• Премія Фонду Polcul – за журналістську діяльність у «Другому накладі»: 1989 рік.
• Премія Кліо – за найкращу історичну книгу: за 1995 рік (за книгу «Як розбити Російську імперію») і за 2001 рік (за книгу «Польща і три Росії…»).
• Премія «Східний огляд» («Przegląd Wschodni»): за найкращу книгу з історії Східної Європи: 1995.
• Премія ім. Єжи Лоєка за твори, присвячені традиціям боротьби за незалежність: 1999.
• Відзнаки ректора Ягеллонського університету за видатні наукові досягнення: 2009, 2010, 2011 роки.
• Премія ім. Влодзімєжа Петшака – за дослідження історії Східної Європи: 2011.
• Історична медаль Вацлава Єнджеєвича, яку присуджує Інститут Юзефа Пілсудського в Нью-Йорку: 2011.
• Нагорода магістерської програми Фундації польської науки у 2011 році.
• Премія ім. Єжи Ґедройца: 2012, під патронатом президента Броніслава Коморовського.
• Лауреат премії «Охоронець пам’яті» тижневика «Do Rzeczy» в категорії «Творець» за 2014 рік.
• Нагорода «Книга року 2014» літературного журналу «Książki» («Книжки») за «Історію Польщі. Том 1. Звідки походить наш рід?».
• Соціальна премія ім. Піотра Скожинського – Medal Opoka Ducha, нагороджений у 2015 році.
• Літературна премія ім. Юзефа Мацкевича, нагороджений у 2015 році за книгу «Історія Польщі. Том. 1. Звідки походить наш рід?»
• Історична премія ім. Казімєжа Мочарського у 2016 році за книгу «Перша зрада Заходу. 1920 – забуте умиротворення», Wydawnictwo Literackie, Краків.
• Щорічна нагорода міністра культури та національної спадщини, вручена у 2016 році міністром Піотром Глінським.
• Фенікс – щорічна премія Асоціації католицьких видавців у 2018 році.
• Премія ім. Леха Качинського у 2019 році.
• Краківська нагорода «Книга місяця» за листопад 2019 р. за книгу «O historii nie dla idiotów»
• Нагорода громадських медіа за історію Польщі у 2020 році.
• Премія «Złoty BohaterON» за «Історію Польщі. Розгром Імперії Зла. 1920 рік» і журналістську діяльність.
• Золотий Іполіт у 2020 році.
• Премія ім. Януша Куртики нагороджено у 2020 році Фундацією ім. Януша Куртики.